# Gary Prado Salmón
Gary Augusto Prado Salmón (Roma, 15 de noviembre de 1938-Santa Cruz de la Sierra, 6 de mayo de 2023) fue un militar, político y diplomático boliviano, conocido principalmente por participar en la detención de Ernesto "Che" Guevara en territorio boliviano.

## Biografía
Prado Salmón nació el 15 de noviembre de 1938 en Roma, para entonces Reino de Italia. Su padre, Julio Prado Montaño, también militar, se encontraba realizando un curso de capacitación en Italia, y el inicio de la Segunda Guerra Mundial lo obligó a retornar a Bolivia.
Cursó sus estudios primarios en Cochabamba y Vallegrande, y el nivel secundario en La Paz y Londres. En 1954 ingresó al Colegio Militar, obteniendo el grado de subteniente de caballería en 1958.
La familia Prado Salmón se instaló en Santa Cruz de la Sierra. Recibió entrenamiento militar en Panamá, en Fort Gulick y fue capitán de una compañía de Fuerzas Especiales "Rangers" que, entrenadas por los boinas verdes norteamericanos, derrotó y capturó al Che Guevara cerca de La Higuera, en la quebrada de El Churo el 8 de octubre de 1967. Le dio al Che dos cigarrillos Astoria, que Guevara fumó en su pipa. El Che le regaló dos Rolex Oyster Perpetuals. No estuvo presente en la ejecución al día siguiente.
Fue becado por el Ejército de Bolivia para estudiar el curso de Comando y Estado Mayor en Rio de Janeiro Brasil, entre 1968 y 1970, donde obtuvo su diploma y fue condecorado con la Medalla do Pacificador del Ejército de Brasil. 
Fue Comandante del regimiento blindado Tarapacá y del batallón de cadetes del Colegio Militar "Gualberto Villarroel" en La Paz. 
El 4 de junio de 1974, Gary Prado Salmón y Raúl López Leyton amotinaron al regimiento blindado "Tarapacá" de La Paz y exigieron la democratización del régimen dictatorial de Hugo Banzer Suárez y el castigo de los altos funcionarios que se habían enriquecido. El movimiento fracasó, se extinguió y los protagonistas se exiliaron y los militares se reintegraron silenciosamente al ejército.
Del 24 de noviembre de 1978 al 8 de agosto de 1979, Gary Prado Salmón fue Ministro de Planeamiento y Coordinación en el gobierno militar de David Padilla que convocó a elecciones democráticas en Bolivia sin candidato oficial.
En 1981, como Comandante de la 8.ª División del Ejército, durante una operación militar para recuperar un campo petrolífero tomado por insurrectos, fue herido por un disparo de arma de fuego de un subteniente bajo su mando. El disparo lesionó su columna vertebral y lo dejó postrado en una silla de ruedas. 
Con el retorno de la democracia a Bolivia, en 1982 fue restituido como Comandante de la 8.ª División de Ejército con sede en Santa Cruz de la Sierra. Fue un oficial superior clave en el afianzamiento del sistema democrático. Ascendió a General de División y concluyó su carrera militar como Jefe de la Delegación Militar de Bolivia ante la Junta Interamericana de Defensa, en Washington D. C. 
A su regreso a Bolivia, jubilado del ejército se incorporó como militante del Movimiento de la Izquierda Revolucionaria, partido político de orientación socialdemócrata. Fue candidato a Senador por el departamento de Santa Cruz y de 1989 a 1990 ejerció como asesor militar del presidente Jaime Paz Zamora en palacio de gobierno, en La Paz. 
De 1990 a 1993, fue embajador de Bolivia en Gran Bretaña, y de 2000 a 2002, fue embajador en México. A su regreso a Bolivia, obtuvo su maestría en Seguridad y Defensa en la Escuela de Altos Estudios Nacionales. Se dedicó a la docencia universitaria tanto en la Escuela de Altos Estudios Nacionales como en las universidades privadas de Aquino (UDABOL) y Técnica de Santa Cruz (UTEPSA). Además publicó varios libros de su autoría: Poder y Fuerzas Armadas. La Guerrilla Inmolada. El otro lado del puente. Han secuestrado al Presidente. Los Militares y la Revolución. Los Fajardo (novela histórica en 5 tomos). Hormando Vaca Dïez Constructor de la Democracia (Biográfico). 
Prado Salmón fue acusado de ser protagonista del supuesto movimiento separatista departamental de Santa Cruz. El gobierno boliviano lo acusó de conspirar con el mercenario Eduardo Rózsa para el derrocamiento de Evo Morales. Luego de más de diez años de juicio, fue absuelto de todos los cargos junto a otros acusados.

## Condecoraciones
- República de Bolivia - Cóndor de los Andes – Gran Cruz
- Ejército de Bolivia - Cnl. Eduardo Avaroa – Gran Oficial
- Prócer de la Libertad - Comendador
- Ejército de Bolivia - Gral. José M. Lanza – Gran Oficial
- Escuela de Altos Estudios Nacionales – Campo de Calama – Servicios Distinguidos
- Escuela de Altos Estudios Nacionales – Alto de la Alianza – Servicios Relevantes
- Academia de la Historia Militar – Medalla Cnl. J. Díaz - Caballero
- Círculo de Caballería – Patricio y Gran Cruz
- Armada Boliviana - Mérito Naval – Oficial
- Junta Interamericana de Defensa – Estrella Dorada

Exército do Brasil - Medalha de Pacificador – Oficial 
Constancia Militar Primera, Segunda y Tercera Clase
Alcaldía de La Paz – Escudo de Armas – Servicios Distinguidos
Alcaldía de Potosí – Cerro de Plata - Oficial